# 서울특별시 은평병원
서울특별시 은평병원(서울特別市 恩平病院, Seoul Metropolitan City Eunpyeong Hospital)은 서울특별시가 설립한 공공의료기관이다. 서울특별시청 산하에 설치된 서울특별시립병원이다.
병원장은 지방부이사관으로 보하나, 지방임기제공무원으로도 보할 수 있다.

## 연혁
- 1947년 4월 1일: 시립순화병원 발족
- 1960년 12월 24일: 현주소로 신축 이전
- 1961년 5월 15일: 시립서부병원으로 개칭
- 1969년 4월 21일: 시립정신병원으로 개칭
- 1997년 1월 15일: 시립은평병원으로 개칭
- 2001년 9월 1일: 현 위치 신축(2001.12.17준공-방사선과,치과,신경과,가정의학과,재활의학과,내과 증설)
- 2009년 1월 8일: 서울특별시 은평병원으로 개칭
- 2011년 3월 9일: 어린이발달센터 증축 개원

## 진료 과목
정신건강의학과(성인/소아/마약), 가정의학과, 내과, 신경과, 치과